# He Zizhen
He Zizhen (ur. wrzesień 1910, zm. 19 kwietnia 1984) – chińska działaczka komunistyczna, trzecia żona Mao Zedonga.
Z ruchem komunistycznym związała się już jako nastolatka. W wieku 18 lat poznała Mao. W 1930 została jego trzecią żoną. Mieli wspólnie pięcioro dzieci. Przynajmniej dwójkę z nich oddano na wychowanie przypadkowym rolnikom. W trakcie Długiego Marszu została ranna w głowę i wyjechała na leczenie do Moskwy. W tym czasie Mao poznał aktorkę Jiang Qing. To właśnie z jej powodu w 1937 doszło do rozwodu He i Mao. Po wojnie He Zizhen starała się odnaleźć porzucone wcześniej dzieci, jednak nigdy się jej to nie udało. 